# Zonamo
Zonamo Entertainment is een Nederlands muzieklabel. Het brengt muziek uit van diverse artiesten. Zonamo Underground is een onderdeel van Zonamo Entertainment en richt zich voornamelijk op bekend en onbekend raptalent. Ze hebben ook een eigen muziekuitgeverij, genaamd Zonamo Publishing, waaronder Monsif als eerste auteur getekend heeft. De spitsessies worden één keer per week via hun YouTube-kanaal geüpload. De aangesloten artiesten brengen vooral muziek uit in het genre nederhop. Video's van artiesten zijn miljoenen malen bekeken.
Zonamo werd in 2010 in Amsterdam-Zuidoost opgericht. Kindster Monsif was de eerste artiest verbonden aan Zonamo Entertainment. Ook artiesten zoals Boef, Ashafar, Lijpe en Ismo zijn verbonden geweest aan het label.
Een groot deel van de omzet gaat op aan investeringen in de producties, zoals de videoclip van Lauw van Boef in Dubai waarvoor een helikopter, meerdere Ferrari's en een tijger werden opgevoerd. Er wordt voor videoclipproducties veel met regisseur Jelle Posthuma en Framez Productions gewerkt.